# Liparetrus adelus
Liparetrus adelus är en skalbaggsart som beskrevs av Britton 1980. Liparetrus adelus ingår i släktet Liparetrus och familjen Melolonthidae. Inga underarter finns listade i Catalogue of Life.